# 8时J
《8时J》（日语：／ Hachijida Jei）是日本一档综艺节目，于1998年4月15日至1999年9月22日在朝日电视网每周一20:00到20:54播出。节目由朝日电视台制作，主要由小杰尼斯参与。《8时J》共计播出59期常规节目和1期特别节目。

## 节目概况
《8时J》是小杰尼斯第一个在日本全国范围内播出的黄金档电视节目，节目播出时长为1小时（含广告）。该节目在1999年9月进行了升级改版，并改名为《Yattaru J》。
杰尼斯事务所会在《8时J》上进行小规模的招募面试，比如长谷川纯和良知真次就是透过这个节目进入事务所的。 此外，杰尼斯事务所也推出了针对这个节目的企划组合V和B.B.A.等，组合成员大多活跃在这个节目上，并且也会为这些组合招募新成员。
2018年12月29日，《8时J》在20:54－22:30播出了一期长达96分钟特别节目。这是这档节目在完播19年后的唯一一次特别复活企划，当时还是小杰尼斯身份的泷泽秀明参与了这档节目。

## 演出人员
- 主持人：Hiromi（日语：ヒロミ） / 泷泽秀明

- 助理主持：大桃美代子（日语：大桃美代子）

- 常驻嘉宾：小杰尼斯（今井翼 / 岚[a]（樱井翔 · 二宫和也 · 松本润 · 相叶雅纪） / 横山裕 / 涉谷昴 / 村上信五 / 丸山隆平 / 安田章大 / 锦户亮 / 内博贵 / 山下智久 / 风间俊介 / 生田斗真 / 长谷川纯（日语：長谷川純） / 小原裕贵等）

- 其他主要嘉宾：渡边正行（日语：渡辺正行） / 三宅健（V6） / 清水圭（日语：清水圭） / 林家结平（日语：林家正蔵 (9代目)） / 真壁伸也（日语：真壁刀義） / 高桥英树 / 柴田理惠

### 脚注
1. ↑  这是在岚结成前的节目，而大野智从未参与过这档节目。[7]

### 出典
1. 1 2  . Modelpress.   [2019-11-29]. （原始内容存档于2019-04-17）.
2. 1 2  . Natalie.   [2019-11-29]. （原始内容存档于2018-12-26）.
3. ↑  . Kindai. 1998年,. 1998年8月号: 57.
4. ↑  . Kindai. 1999年,. 1999年9月号: 58–59.
5. ↑  . Kindai. 1999年,. 1999年9月号: 54–55.
6. ↑  . 体育日本新报.   [2019-11-29]. （原始内容存档于2019-04-02）.
7. ↑  . ガジェット通信. 东京产业新闻社.   [2019-11-29]. （原始内容存档于2018-12-06）.